# Lineage 2: Революція
Lineage 2: Revolution — це багатоосібна онлайнова рольова гра (MMORPG), розроблена компанією Netmarble для мобільних платформ за ліцензією NCSoft, дія якої відбувається за 100 років до подій сюжетної лінії Lineage II: Goddess of Destruction від NCSoft. Це частина серії ігор Lineage.

## Геймплей
Як і в багатьох MMORPG, гравець починає зі створення персонажа та вибору його раси. Для гравця доступні наступні ігрові раси: люди, ельфи, темні ельфи, гноми, орки та в останньому оновленні Камаель. Пізніше кожна раса спеціалізується на різних класах, таких як воїн, маг і лучник. Гравець просувається в грі, виконуючи квести та вбиваючи мобів. Однак переважна більшість гри — це гріндінг.
Дія гри розгортається в тому ж світі Lineage II, випущеної у 2003 році, і містить інстансні локації: підземелля, гравець проти гравця (PvP), кланові війни, рейди та серію квестів для просування сюжетної лінії. Однак ігровий процес був спеціально адаптований Netmarble, щоб краще відповідати мобільним пристроям; наприклад, квести автоматизовані, коли персонаж виконує їх автоматично і навіть вбиває ворогів поодинці після вибору квесту 
А все більше інформації в 2024 році дає джерело Hopzone про відкриття нових серверів л2, він і є рейтинг..